# Paolo Emilio Cassandro
Paolo Emilio Cassandro (Barletta, 9 gennaio 1910 – Roma, 2 ottobre 2004) è stato un economista italiano.
Appartenente alla Scuola Sistemica (post-zappiana) insieme ad Aldo Amaduzzi, Napoleone Rossi e Salvatore Umberto Pagnano, fu allievo di Benedetto Lorusso ma fu concettualmente vicino ad Aldo Amaduzzi. 
Per Cassandro l'Economia Aziendale era inclusa all'interno della Ragioneria.

## Biografia
Cassandro conseguì la laurea con lode presso il Regio Istituto Superiore di Scienze Economiche e Commerciali di Bari nel luglio 1930. Nel 1933 vince una borsa di studio del Ministero della pubblica istruzione per il perfezionamento all'estero. Recatosi in Germania, frequenta i corsi di economia aziendale alla Handelshochschule di Berlino.
Nel 1940 insegna ragioneria generale presso la facoltà di Economia e Commercio di Bari. Nel 1950 vince il concorso per ordinario di Ragioneria Generale ed Applicata all'Università degli Studi di Catania. Nel 1963 tiene un corso di lezioni nell'Università di Asmara e tra il 1963 e il 1964 svolge cicli di seminari presso l'Università di Napoli.
Nel 1969 è eletto preside della Facoltà di Economia e Commercio di Bari e nel 1970 è nominato pro-rettore dell'Università di Bari. Nel 1971 è chiamato a ricoprire la I cattedra di Ragioneria Generale ed Applicata della Facoltà di Economia e Commercio dell'Università di Roma.
Nel 1989 gli viene conferito il Sigillo d'oro dell'Ateneo barese.

## Opere Principali
- Trattato di ragioneria: l'economia delle aziende e il suo controllo, Cacucci, Bari, 1992.
- La formazione e la determinazione dei costi nelle imprese industriali, Cacucci, Bari, 1976.
- Le aziende: principi di ragioneria, Cacucci, Bari, 1975.
- La pianificazione aziendale, Cacucci, Bari, 1968.
- L'incidenza dei fattori produttivi a lungo termine sul risultato economico di periodo, Cacucci, Bari, 1950.